# Samuel Trigueros
Samuel Trigueros Espino (Tegucigalpa, 7 de febrero de 1967) es un escritor, editor de textos, guionista, libretista, actor y director de teatro hondureño.
Se dedica a consultorías en temas educativos, y artísticos aplicados a los derechos humanos y talleres de literatura, plástica y teatro para niños y jóvenes. Ha escrito también guiones técnicos y literarios para teatro, radio y video (docuficción).
Ha representado a Honduras en festivales de poesía en Centroamérica y el Caribe.
En la actualidad (2018-2019) mantiene una columna en la revista de arte y cultura TercerMundo.
Fue coeditor del boletín literario Metáfora.
Fue miembro fundador y primer director del Colectivo de Poetas Paíspoesible.
En 2009, tras el golpe de Estado en Honduras, el Frente Nacional contra el Golpe de Estado designó a Samuel Trigueros como representante de la comunidad artística.

Los artistas que nos mantenemos en resistencia somos parte de la reserva moral de Honduras y aportamos sentido interno a la lucha ―pacífica de nuestra parte, sangrienta de parte de ellos― que se libra en las calles. Los golpistas tienen bojotes que cantan y recitan, pero no tienen artistas que puedan ayudar a redefinir con honestidad y verdad la patria. El régimen golpista moviliza cuerpos armados, nosotros movilizamos conciencias.
Samuel Trigueros

Desde los años noventa hasta la actualidad, Trigueros ha representado al país en festivales internacionales de literatura en Centroamérica y el Caribe.

## Obras
- 1988: Todo es amor tras esta nostalgia (poemario).
- 1988: Borges (ensayo).
- 1991: Sin una palabra.
- 1992: Amoroso signo (poesía).
- 1992: El trapecista de adobe y neón (poesía, relatos e ilustraciones), coescrito con el belga-hondureño Albert Depienne.[5][6]
- 1992: El visitante (cuento).
- 1989: El trapecista de adobe y neón (narrativa, poesía, ilustración)
- 2006: Animal de ritos (poesía).
- 2009: Antes de la explosión (poesía).[4]
- Una despedida (narrativa).
- Me iré nunca (narrativa).[4]
- 2009: Antes de la explosión (poesía).
- 2014: Exhumaciones (poesía).[1]
- 2016: Una despedida (novela).[4]
- 2020: "Una canción lejana". Imperium Ediciones. Zaragoza, España.
- 2021: Doce cuentos negros y violentos (antologado)[7]

Apareció antologado en Panorama crítico del cuento en Honduras y en La palabra iluminada (ambos de Helen Umaña);
Papel de oficio,
La hora siguiente y
Versofónica, del colectivo Paíspoesible;
Poetas de Honduras, de VPRO Radio CD Onbeperkt houdbaar;
La minificción en Honduras, de Víctor Manuel Ramos;
La herida en el sol, de la Universidad Nacional Autónoma de México (UNAM), "Gatimonio. Poemas de gatos de autores hispanoamericanos". Editorial Lebas, Madrid, "Fragua de preces", Canarias, España; Revista de Poesía "Cordite", Australia con traducciones al inglés del poeta Peter Boyle; entre otras publicaciones.
Sus poemas, relatos y ensayos aparecen en diversas páginas literarias, blogs y revistas literarias especializadas de Honduras y el extranjero.

## Premios
- 1988: Primer Premio Poesía, de la Lira de Oro Olimpia Varela y Varela (Tegucigalpa) por el poemario Todo es amor tras esta nostalgia.[3]

- 1991: Premio Único de Cuento Súbito, del Centro Editorial de San Pedro Sula, por el cuento breve Sin una palabra.[3]

- 1992: Mención de Honor para Poetas Jóvenes, de la revista Mairena, de Río Piedras (Puerto Rico), por el libro Amoroso signo.[3]

- 2009: premio de narraciones Migraciones: Mirando al Sur,[8] otorgado por el Centro Cultural de la Agencia Española de Cooperación Internacional para el Desarrollo – CCET en Honduras.</ref>
- Premio Lira de Oro Olimpia Varela y Varela 1987, en poesía por el libro Todo es amor tras esta nostalgia y en ensayo por Borges;
- Mención de Honor para Poetas Jóvenes en 1990.[9]

- 2003: Primer Premio Víctor Hugo, de la Alianza Francesa (Secretaría de Cultura Artes y Deportes, Embajada de Francia), por el libro Animal de ritos.

- Premio de narrativa sobre experiencias migratorias "Acercando orillas" 2018. Zaragoza, España.